# José Becerra
Pour les articles homonymes, voir Becerra.
Jose Becerra, dit Hit man, est un boxeur mexicain, né le 15 avril 1936 à Guadalajara et mort le 6 août 2016 dans la même ville.

## Carrière
Jose Becerra devient champion du monde des poids coqs le 8 juillet 1959 en battant par KO au 8e round Alphonse Halimi puis conserve son titre lors du combat revanche et contre Kenji Yonekura. 
Le 30 août 1960, Becerra affronte Eloy Sanchez et perd à la surprise générale au 8e round. Il décide alors de mettre un terme à sa carrière et laisse sa ceinture vacante.